# Nolan Angermund
Nolan Angermund, né en 1985 à Rehoboth, est un trampoliniste namibien.

## Carrière
Aux Championnats d'Afrique 2004 à Thiès, Nolan Angermund remporte la médaille d'argent en trampoline individuel ainsi que la médaille de bronze en trampoline par équipe.